# 農業社會
農業社會為以農業為經濟主導的社會。當人類的農業活動達一定規模，便漸漸進入農業社會，工業總產值與農業總產值，是一般區分農業社會及工業社會的方法。

## 特徵
- 以家庭為基本生產單位、以手工為主要生產方式的自給自足小農經濟占主導地位，生產的目的主要是為滿足家庭生活需要，而不是交換（買賣）。
- 社會分工不發達，社會分化程度低。
- 社會流動性弱，各階級、階層之間壁壘森嚴，社會關係以血緣和地緣關係為主，個人的發展受到極大限制。
- 社會管理原則是家長制，人治為政治制度運作的基本方式。
- 人們的思想觀念陳舊，迷信權威，懼怕變革。
- 競爭機制不健全，生活節奏緩慢，因而，社會的變革和進步也非常遲緩。

然而，農業社會中人與自然之間保持有一種順應的關係，因而人們擁有一個優越的生態環境或生存空間；日常生活中人際交往的人情味濃厚；節奏舒緩的生活使人較少心理的緊張和精神的壓抑；倫理型的規範對於抑制一般性的越軌行為有著不可替代的效力。

## 農業社會的經濟
農業社會的經濟以農業為主。農業社會的農業是指原始農牧業，稱為第一層次的農業。原始農牧業是以人力、畜力為動力，以簡單的手工農具為設備，靠天吃飯的農牧業。當時的手工業，如：手工紡織、製陶、打鐵、鑄銅等是工業社會的雛型。
在農業社會，生產技術發展緩慢，科學尚處於孕育期，科學對技術的促進作用尚未顯現。

## 各地農業社會

### 西亞
西亞的農業以兩河流域為主，很早即有農業的活動。

#### 兩河流域
蘇美爾—阿卡德時期
- 公元前4000年到公元前3000年之間的蘇美文明稱作「早期高度文明」，此一時期各蘇美城邦都已經存在，楔形文字也已存在，但是這段時期的歷史仍然很不清楚，無法勾勒出當時完整的歷史來。
- 從公元前3000年代初蘇美爾國家形成，到公元前6世紀中葉被波斯征服期間，底格里斯河與幼發拉底河兩河流域的社會經濟組織與農業生產情況。其社會經濟發展又可分為「蘇美爾—阿卡德時期」與「古巴比倫、亞述、新巴比倫時期」兩個階段。
- 蘇美爾—阿卡德時期的蘇美爾人（Sumerian）於公元前4300年前後從裏海一帶遷來。經原始公社解體，在公元前3500年前後氏族部落發生分化，出現拉格甚、烏爾等城邦，形成由一個中心城市為主體連同周圍農村公社組成的政治實體。這時蘇美爾人已掌握治銅技術，開始興修水利，從事灌溉農業，並依靠複雜的灌溉系統網路，控制了湍急的底格里斯河與幼發拉底河，確保了灌溉與飲用水源來源而稱霸美索不達米亞平原。農業生產已從鋤耕轉向犁耕，用四頭牛（或驢）為一組來拖拉，種植的作物以大麥為主，還有二粒小麥、芝麻和豆科植物等；飼養的家畜有山羊、綿羊、牛、驢及豬等，車是用驢來拉的。銅製工具雖已開始使用，石器仍未完全被淘汰。並已用陶輪製作出色彩奪目的陶器。
- 神廟不僅是宗教的祭壇，還是奴隸主政治經濟活動的中心。一切奴隸制城邦都有自己的神廟，具有統治機構管理公共事務的職能，佔有大量土地並參與商業及手工業。屬於神廟的土地，除直接管理強令奴隸為之耕種，也有一部分以份地形式出租來收賦稅。城邦餘下的土地屬農村公社，公社農民可領有自己的份地，最初要定期重新分配，之後則歸已有並允許轉讓買賣。另外也有因社會地位下降陷於自由民身份的依附農民（Gurus）。蘇美爾城邦土地所有製是國有財產（如神廟土地）與公民私有財產並存，前者不准買賣，後者當社會化到一定階段，就成為可以買賣的土地了。公元前3000年代初阿卡德人（Akkadiaus，塞姆族中的一支）從敘利亞遷來，在兩河流域定居後也形成一些奴隸制的城邦。公元前2371年統一建立了阿卡德王國（Akkad，約前2371～前2230），征服蘇美爾諸城邦及鄰近地區。之後於烏爾第三王朝（Ur III dynasty，前2112～前2004）中央集權強化，神廟經濟被王室經濟吞併。王室經濟以王室農莊及牧場的形式來經營，驅使奴隸與依附者為之生產。此時這兩者的社會經濟地位幾乎已無差別。

古巴比倫、亞述、新巴比倫時期
- 巴比倫位於幼發拉底河中游，在兩河相距最近之處。阿摩利人（Amorite）於公元前1894年在此立國，史稱古巴比倫（Old Babylon，前1894～前1594），其第六代王漢謨拉比（Hammurabi，約前1792～前1750在位）時，統一兩河流域，建立起奴隸制的中央集權國家。漢謨拉比統治之初，就繼承蘇美爾—阿卡德時代各邦的法律，並結合當時當地的習慣法彙編法典，即《漢謨拉比法典》（Code of Hammurabi），《漢謨拉比法典》從維護奴隸主階級利益出發，竭力公社的份地基錄主對奴隸及其他財產的所有權。農民公社的份地基本上已成為私有財產，佔有份地農民須以收穫物的1/10～1/4上繳國庫，此外還須服勞股及兵役。古巴比倫王國時代的王室經濟（包括土地、畜牧及手工作坊）多集中於蘇美爾地區，分配給依附於王家土地「非全權自由民」（Mushkeaum）的納貢人來經營。納貢人領得份地、農具、牧畜及種籽之後從事耕種，收穫所得須將大部分上繳王室。份地不准買賣抵押，但可世襲使用。
- 古巴比倫王國後期土地租佃已相當流行。租期一般農田為1年，果園為5年；租率耕地為收成的1/3～1/2，園地則高達2/3。奴隸來源除家生、戰俘之外，也有因限於債網無法自拔而淪為債務奴隸的。法典雖規定債奴服役3年應該恢復其自由，但實際處境極難改善。神廟的職能有兼充王室倉庫並代管出納的。漢謨拉比時代的兩河流域南部地區，生產已有相當高度的發展。按漢謨拉比的年代記，在他統治的第八、九、十四和三十三年，都是開鑿河渠、興修水利的年份。灌溉系統有擴大與改善。為灌溉高地，採用了較完善的揚水裝置，在耕種時裝有播種漏頭號的改良犁也已創制應用。
- 亞述的基本活動地區是底格里斯河中游一帶，亞述城位於底格里斯河中游西岸，是古代西亞交通貿易中心。以亞述城為中心逐漸形成由塞姆人為主的奴隸制城邦。亞述國家的歷史一般分為古亞述（約公元前30世紀末至前16世紀）、中亞述（公元前15世紀至前9世紀）與新亞述（公元前8世紀至前7世紀）三個階段。中亞述時期的重要歷史遺產是《中亞述法典》，刻有法典的文書，於本世紀初在今伊拉克發現。泥板分為三表與若干斷片。法典規定有關地產、房屋、債務、買賣、抵押及家庭、婚姻等方面的權利與義務。土地已屬私有，可以進行買賣。如侵占他人土地，應加倍賠償給原主，借債久欠無力償還則須以服勞役相抵。債務奴隸也已盛行。公元前7世紀新亞述時建立地跨西亞及北非的奴隸制帝國，第一次把這個地區各民族結合起來。適應當地奴隸制發展的需要，也為穩定被征服地區的社會秩序，把絕大部分原居民強迫遷走，再以家族為單位分散安排到其他被征服地區。餘下的土地則分配給亞述要屯墾，或把另外被征服地區的居民遷來耕種，將不同語言與出身的移民混編一處，以防其聯合反抗。移民分有小塊土地，也可建立家室，但必須交納沉重租賦，且無人身自由，連同耕地都歸王室。因而這些移民實際上是農業奴隸。除農業之外奴隸也從事工業、商業活動，或在工兵、輜重隊伍裡服役。修建灌溉與建築工程的繁重勞動也概由奴隸來充任。
- 新巴比倫王國（公元前626～前538）時在鐵器普遍使用、不斷加重對奴隸剝削的基礎上，社會財富愈益集中於少數祭司及高利貸者手中。奴隸買賣盛行。從事家務勞動的家奴，間或可替主人經商。

#### 安那托利亞
安那托利亞（Anatolia，又稱小亞細亞，今土耳其），希臘語意為“日出”或“東方”。公元前3000年代已居住著原始赫梯人（Hittites）。公元前2000年代初屬印歐語系的赫梯人等進入安那托利亞，形成許多城邦國家。公元前19世紀亞述入侵時，曾建立殖民地。亞述殖民者向土著居民征收賦稅，並強令為其服務種勞役。公元前14世紀以哈圖斯為首都建立赫梯帝國（Hittite Empire，約公元前1380～前1230），帝國內部由許多相互混合的部落組成。統治機構是適應對外擴張的軍事聯合組織。因缺少穩因的經濟基礎，存在時間不長。但赫梯帝國建立後，生產力有較大發展。除石犁外還用青銅製作了犁和鐮刀。公元前1500年左右發明了冶鐵，包括鐵犁在內的鐵製工具隨即應用推廣。赫梯人還大量開採當地豐富的鐵礦，出售給周圍民族。全國土地大部分歸國王和祭司佔有，寺廟經濟名義上屬全體自由民，實際上已轉化成國王財產，權貴及軍官也佔有大量土地。農村公社已由父親家庭構成，土地原則上不分割，稱“全份地”(iwaru)。公社成員在全份地內保有可定期使用的單獨份地。公元前15世紀末至前14世紀初彙編的《赫梯法典》（Code of Hittite），已允許土地買賣，並保護土地私有權。法典規定對侵犯別人土地，在別人土地上播種者處以死刑，對盜竊或殺害性牲畜的要判交罰金嚴加懲辦。

#### 腓尼基
腓尼基（Phoenicia，今敘利亞沿海地區，黎巴嫩），希臘語意為紫紅色之國。公元前3000年代末已出現一些城邦。各城邦都以港口作為經濟和行政中心，雖有國王，但實權由奴隸主推出的城邦長老會議主持掌握，實行貴族政治。城邦間相互爭奪，沒有形成統一的局面。腓尼基境內多山，盛產木材，谷地及沿海適宜園藝業，盛產葡萄、橄欖、椰棗等。此外還特產紫紅顏料。從事農業生產的主要勞動者是農村公社成員，也使用奴隸。腓尼基商人廣泛經營海陸貿易，販運的商品有本地出產的葡萄酒、橄欖油、木材及手工業製品，此外還從事中間貿易並參與販運奴隸。在海外貿易發展的同時，以建立活動據點為主的海外殖民活動也隨之擴展，以經商為業的腓尼基人，其活動範圍除地中海沿岸，向東達到黑海沿岸，往西出直布羅陀抵達不列顛。巴勒斯坦位於埃及與敘利亞之間，其沿海平原和約旦河谷適合農業，高地與草原宜於放牧。公元前3000年代居住著講塞姆語的迦南人，已開始使用銅器，從事農業生產。公元前2000年代中期，希伯來人的游牧部落從東方進來，經過和迦南人長期衝突之後而逐漸融合。希伯來人利用迦南人的生產經驗，在肥沃的河畔或谷地開始從事農業生產活動。公元前2000年代末，希伯來人的氏族公社轉變為農村公社，農民生活在農村公社里，隨同階段分化，國家開始發生。先是北方以種植業為主的地區形成以色列王國，隨後主要從事畜牧業的南方各部落建立猶太王國。公元前9世紀，鐵器已普遍使用，商業販運已高利貸也已盛行，貧困的社員多有喪失土地甚至淪為債務奴隸的，奴隸勞動要比腓尼基普遍一些。公元前722年以色列亡於亞述，猶太則在公元前586年被新巴比倫王國吞併，之後又臣屬於波斯。

#### 伊朗高原
公元前3000年代中期，於西南部的庫齊斯坦平原建立了埃蘭國家。曾多次侵入兩河流域南部。伊朗高原西部的米底人於公元前7世紀後半葉形成奴隸制國家，與新巴比倫結盟，擊敗並瓜分了亞述帝國。公元前6世紀波斯人部落領袖居魯士二世（Cyrus II，約公元前559～前530在位）起兵，公元前550年滅米底王國，後繼續對外擴張，終於形成包括整個中近東地區的波斯帝國（Persian Empire，約公元前558～前330）。帝國轄地遼闊，各地區間經濟發展極不平衡。地處伊朗高原的波斯本部，剛完成從氏族社會向奴隸社會的轉變。隨著對外侵略，所虜戰俘日益增多，奴隸制經濟有所發展；東部及中亞邊遠地方，仍保留有原始公社制度；兩河流域及地中海沿岸社會經濟為發達，早已建立奴隸制。波斯貴族積極參與大莊園的經營。各地神廟也佔有大量土地，由庫爾塔斯（Kurtas）這種被征服的奴隸來耕種。此外也有把土地分成小塊交給奴隸來經營的。波斯帝國內部矛盾重重，缺少穩固的統治基礎。公元前330年，在馬其頓攻擊下，帝國遂敗亡解體。